# Wang Chunli
Wang Chunli (cinese 王 春丽; Jilin, 10 agosto 1983) è un'ex biatleta e fondista cinese.

## Biografia

### Carriera nello sci di fondo
Iniziò praticando lo sci di fondo: prese parte ai Mondiali di Oberstdorf 2005 (14ª nella staffetta il miglior piazzamento) e a un'edizione dei Giochi olimpici invernali, Torino 2006 (18ª nella 10 km, 21ª nell'inseguimento, 13ª nella sprint a squadre, 16ª nella staffetta).
In Coppa del Mondo esordì il 19 novembre 2005 a Beitostølen (28ª) e ottenne il miglior piazzamento 19 novembre 2006 a Gällivare (18ª).

### Carriera nel biathlon
Dal 2006-2007 si dedicò al biathlon; in Coppa del Mondo esordì il 29 novembre 2006 a Östersund (18ª) e ottenne l'unica vittoria, nonché primo podio, il 6 dicembre 2008 nella medesima località.
Nella sua carriera da biatleta prese parte a un'altra edizione dei Giochi olimpici invernali, Vancouver 2010 (50ª nella sprint, 35ª nell'inseguimento, 33ª nell'individuale, 9ª nella staffetta), e a quattro dei Campionati mondiali (7ª nella staffetta a Pyeongchang 2009 il miglior piazzamento).

## Palmarès

### Biathlon

#### Coppa del Mondo
- Miglior piazzamento in classifica generale: 21ª nel 2009
- 3 podi (1 individuale, 2 a squadre):
  - 1 vittoria (individuale)
  - 1 secondo posto (a squadre)
  - 1 terzo posto (a squadre)

##### Coppa del Mondo - vittorie
| Data            | Località  | Nazione | Specialità |
| --------------- | --------- | ------- | ---------- |
| 6 dicembre 2008 | Östersund | Svezia  | SP         |

Legenda:

SP = sprint

### Sci di fondo

#### Coppa del Mondo
- Miglior piazzamento in classifica generale: 69ª nel 2006